# شهرستان هی‌یاما، هوکایدو

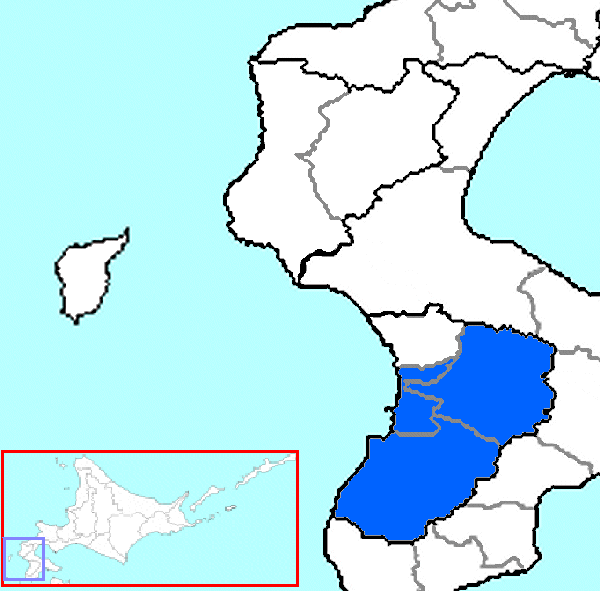

شهرستان هی‌یاما، هوکایدو (انگلیسی: Hiyama District, Hokkaido) یکی از شهرستان‌های ژاپن است که در استان فوکوشیما در ژاپن واقع شده‌است.